# Západní Jeruzalém

Průběh a posuny hranic ve 20. století v prostoru Jeruzaléma, Západní Jeruzalém vymezen tmavě zelenou linií v levé části mapy

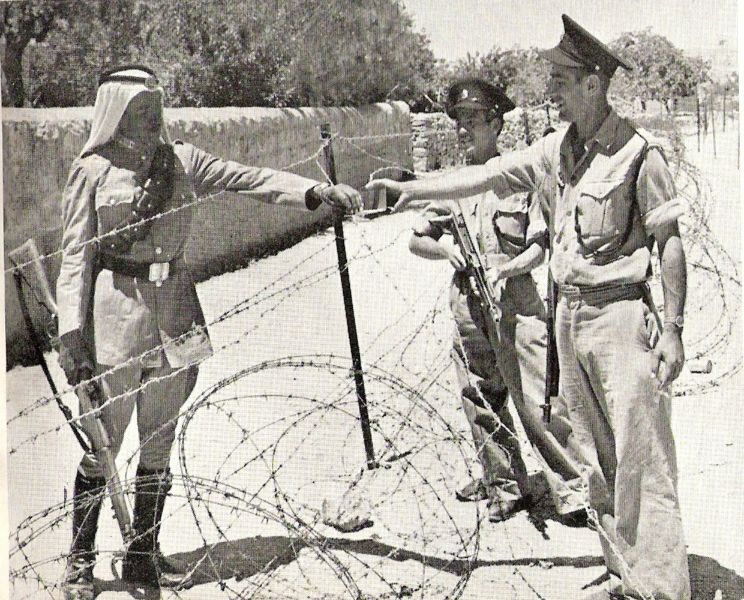
Rozdělení Jeruzaléma na východní a západní část. Setkání izraelské a jordánské hlídky u Zelené linie v centru města u takzvané Mandelbaumovy brány

Západní Jeruzalém (hebrejsky: מערב ירושלים, Ma'arav Jerušalajim) je část města Jeruzalém.
V politickém a historickém slova smyslu označuje tu část Jeruzaléma, která byla během první arabsko-izraelské války v roce 1948 dobyta Izraelem a ocitla se uvnitř teritoria vymezeného takzvanou Zelenou linií, která do roku 1967 rozdělovala Jeruzalém. Šlo o západní a centrální část města, ovšem bez Starého Města. Patřila k ní rovněž enkláva pod izraelskou suverenitou okolo hory Skopus. V roce 1967 v šestidenní válce Izrael dobyl i východní část města (Východní Jeruzalém), do té doby obsazenou Jordánskem, a sloučil obě části do jednoho městského správního celku. V správním slova smyslu tak rozdělení na Západní a Východní Jeruzalém ztratilo smysl, ale v politickém a mezinárodněprávním zůstává zachováno, protože zatímco izraelská suverenita nad Západním Jeruzalémem je mezinárodně uznávána, přičlenění oblastí Východního Jeruzaléma nikoliv.
V ryze geografickém slova smyslu označuje západní Jeruzalém západní část města, bez ohledu na její historický a mezinárodněprávní status.